# 108. østlige længdekreds
Den 108. østlige længdekreds (eller 108 grader østlig længde) er en længdekreds, der ligger 108 grader øst for nulmeridianen. Den løber gennem Ishavet, Asien, det Indiske Ocean, det Sydlige Ishav og Antarktis.